# Plages du Prado

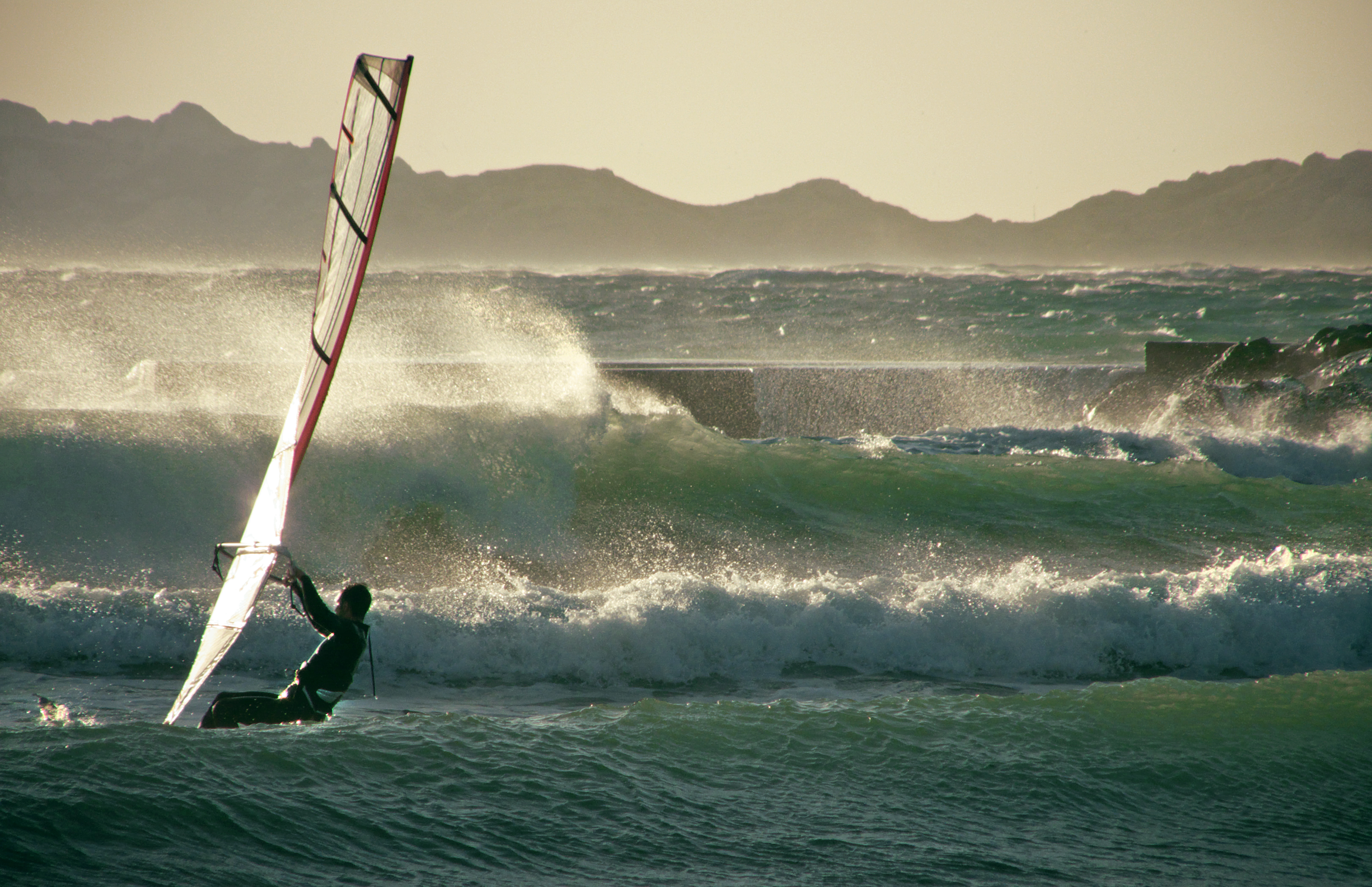
windsurfer bij de plages du Prado

De plages du Prado zijn kunstmatige stranden in het zuiden van de Franse stad Marseille. Ze bevinden zich in het achtste arrondissement en worden ontsloten door de Promenade de Georges Pompidou. De stranden zijn in de jaren 1970-80 in opdracht van de toenmalige burgemeester, Gaston Defferre, aangelegd met restmateriaal van de bouw van de metro van Marseille. De plages du Prado worden gebruikt voor recreatieve en sportieve activiteiten zoals vliegeren en windsurfen. De stranden zijn verder de locatie geweest van verschillende sportevenementen waaronder de wereldkampioenschappen beachvolleybal 1999 en het wereldkampioenschap strandvoetbal 2008.